# Ludomiła
Ludomiła, Ludmiła, Ludzimiła, Ludźmiła – staropolskie imię żeńskie, używane też na pozostałym obszarze słowiańskim, złożone z członów Ludo- ("ludzie, ludziom") i -miła ("miła"). Znaczenie: "miła ludziom". Męskie odpowiedniki: Ludomił, Ludmił. Stało się popularne w XIX wieku, dzięki romansowi "Żelisław i Ludmiła" Leona Potockiego ogłoszonego w Tygodniku Polskim w 1816 roku.
Imienniczki
- święta Ludmiła, księżna Czech – żona protoplasty rodu Przemyślidów. Babka św. Wacława, żyjąca na przełomie IX i X wieku, zgładzona przez swą synową Drahomirę w trakcie rebelii pogańskiej w Czechach
- Ludmiła Baranouska
- Ludmiła Czernych
- Ludmiła Engquist
- Ludmiła Gurczenko
- Ludmiła Hausbrandt
- Ludmiła Jakubczak
- Ludmiła Karaczkina
- Ludmiła Kołczanowa
- Ludmiła Krakowiecka
- Ludmiła Łączyńska
- Ludmiła Marjańska
- Ludmiła Murawjowa
- Ludmiła Pawliczenko
- Ludmiła Pietruszewska
- Ludmiła Priwiwkowa
- Ludmiła Putina
- Ludmiła Roszko
- Ludmiła Rubleuska
- Ludmiła Rudienko
- Ludmiła Siemionowa
- Ludmiła Skawronska
- Ludmiła Spiesiwcewa
- Ludmiła Szaramiet

Znane postacie literackie:
- Ludmiła – tytułowa bohaterka poematu Aleksandra Puszkina Rusłan i Ludmiła.

Postacie filmowe:
- Ludmiła Ferro (Mercedes Lambre) – jedna z bohaterek argentyńskiego serialu Violetta, była dziewczyna Leóna, przyjaciółka Natalii.
- Ludmiła Papierniak (Paulina Chruściel) – chora na raka bohaterka serialu Na dobre i na złe, pacjentka prof. Falkowicza, dawna miłość Przemka Zapały.

Ludmiła imieniny obchodzi 16 września oraz 30 lipca.
Ludomiła imieniny obchodzi: 20 lutego i 7 maja.